# Mochtár Belmochtár
Mochtár Belmochtár, známý také jako Belauer („jednooký“) nebo Chálid Abú al-Abbas (* 1. června 1972, Ghardája, Alžírsko) je alžírský džihádista, bývalý pašerák a obchodník se zbraněmi.

## Život
Narodil se ve východním Alžírsku ve městě Ghardája. Jako 19letý odjel do Afghánistánu, kde se koncem 80. let 20. století účastnil bojů proti sovětským silám. Poté bojoval během Alžírské občanské války (1991–2002) v řadách Ozbrojené islámské skupiny (GIA) a později GSPC, a to především v jižních saharských regionech.
Je jedním z hlavních tvůrců myšlenky připojení alžírských džihádistů k Al-Káidě a roku 2007 stál za založením organizace Al-Káida v islámském Maghrebu (AQMI). Stal se jejím šéfem a jako první rozšířil její působnost i do dalších saharských a sahelských zemí, především do Mali. Kvůli nebezpečí jeho teroristických aktivit se od té doby nekoná rallye Paříž-Dakar na africkém kontinentě.
V prosinci 2012, po dlouhodobých neshodách s ostatními předáky AQMI, založil vlastní nové hnutí Maskovaný prapor, též zvaný Krvepřísežníci, jehož cílem je zavedení práva šaría na severu Mali, v té době ovládaném islamisty. Jako svoji základnu si zvolil město Gao, okupované islamistickým hnutím MUJAO. Stojí za únosem sedmi alžírských diplomatů, který se uskutečnil 5. srpna 2012 v Gao, z nichž 5 bylo propuštěno, jeden (vicekonzul Taher Touati) byl popraven a poslední, Boualem Saïes, zemřel v zajetí na následky nemoci. Údajně organizoval koordinovaný útok a přepadení hotelu Radisson Blu v malijském hlavním městě Bamaku (20. listopadu 2015), který si vyžádal desítky obětí.